# Banwell
Banwell est un village et une paroisse civile du Somerset, en Angleterre. Il est situé sur la Banwell (en), à 8 km à l’est de Weston-super-Mare. Au moment du recensement de 2011, il comptait 2 919 habitants.

## Lieux notables
- Banwell Camp (en), fort de l’âge de la pierre
- Banwell Caves (en), grottes découvertes au XVIIIe siècle
- Château de Banwell, construit en 1847

## Jumelages
- Potigny (France)